# Timimi
Pedro González Sánchez, conocido en los medios deportivos como Timimi (Las Palmas de Gran Canaria, 1911 - ibidem, 26 de enero de 1960) fue un futbolista español. Destacó en las filas del Real Betis Balompié, con el que ganó el título de liga en la temporada 1934-35. Su demarcación era de extremo derecha.

## Trayectoria
Nacido en Las Palmas de Gran Canaria, se formó en las filas del Marino F. C. y el Real Victoria. En 1930  el Real Victoria se proclamó campeón del Campeonato de Canarias, lo que le dio derecho a participar en la Copa de España. Durante su estancia en la península el club canario jugó dos partidos amistosos en Sevilla en 1930, circunstancia que aprovechó el Betis para ficharlo, al igual que a sus compañeros Adolfo y Juan Martín.
Con los verdiblancos, llegó a la final de la Copa en 1931, que perdió ante el Athletic Club, logró el ascenso a Primera División en 1932 y ganó el título del Campeonato de Liga de 1934-35. Timimi fue uno de los nombres más significativos en los años de gloria del club verdiblanco antes de la guerra civil.
En total estuvo tres temporadas en Primera, todas con el Betis, donde jugó un total de 44 encuentros en los que marcó 10 goles. En 1936 alcanzó un acuerdo para fichar con el Real Madrid, pero la Guerra Civil lo impidió. Acabó su carrera en el Recreativo Granada, retirándose tras una grave lesión.
Falleció en la indigencia en el Hospital de San Martín de Las Palmas de Gran Canaria en 1960, a los 49 años.

## Clubes
| Club                | País   | Año       |
| ------------------- | ------ | --------- |
| Real Club Victoria  | España | 1927-1930 |
| Real Betis Balompié | España | 1930-1935 |
| Recreativo Granada  | España | 1939-1940 |